# Myrcia sericea
Myrcia sericea är en myrtenväxtart som beskrevs av George Don jr. Myrcia sericea ingår i släktet Myrcia och familjen myrtenväxter. Inga underarter finns listade i Catalogue of Life.